# Club Dread
Pour plus de détails, voir Fiche technique et Distribution.
Club Dread, ou Club de Peur au Québec, est un américano-mexicain réalisé en 2004 par Jay Chandrasekhar et mettant en vedette le groupe Broken Lizard.

## Synopsis
Bienvenue à l'île aux plaisirs de Coconut Pete, un lieu de villégiature où l'alcool coule à flots. Mais les plaisirs libertins prennent rapidement un tournant fatal quand les employés de l'île, drôlement incompétents, se retrouvent aux prises avec un maniaque de la machette.

## Fiche technique
- Titre : Club Dread
- Titre québécois : Club de Peur
- Réalisation : Jay Chandrasekhar
- Scénario : Broken Lizard
- Production : Richard Perello
- Producteur délégué : Lance Hool, Peter E.Lengyel
- Direction de la photographie : Lawrence Sher
- Conception visuelle : Benjamin Conable
- Montage : Ryan Folsey
- Coproducteur : Conrad Hool
- Musique : Nathan Barr
- Durée : 104 minutes
- Format : 2.35.1
- Genre : Comédie horrifique, comédie érotique et thriller érotique
- Interdit aux moins de 12 ans

## Distribution
Légende : VF = Version Française VQ = Version Québécoise
- Bill Paxton (VF : Michel Papineschi ; VQ : Daniel Picard) : Coconut Pete
- Brittany Daniel (VF : Barbara Kelsch ; VQ : Nadia Paradis) : Jenny
- Kevin Heffernan (VQ : Thiéry Dubé) : Lars
- Jay Chandrasekhar (VF : Frantz Confiac ; VQ : François Godin) : Putman
- Steve Lemme (VF : Emmanuel Curtil ; VQ : Jean-François Beaupré) : Juan
- Paul Soter (VQ : Gilbert Lachance) : Dave
- Erik Stolhanske (VQ : Benoit Éthier) : Sam
- Michael Weaver (VQ : Tristan Harvey) : Roy
- Jordan Ladd (VQ : Geneviève Cocke) : Penelope
- Lindsay Price (VF : Yumi Fujimori ; VQ : Isabelle Payant) : Yu
- Julio Bekhór (VQ : Philippe Martin) : Carlos
- M.C. Gainey (VF : Jean-Yves Chatelais ; VQ : Jean-Luc Montminy) : Hank
- Samm Levine (VQ : Hugolin Chevrette) : Dirk
- Dan Montgomery Jr. (VF : Luc Boulad) : Rolo
- Nat Faxon (VF : Lionel Tua ; VQ : Stéphane Rivard) : Manny